# Wiener Sport-Club
Maillots
Le Wiener Sport-Club est un club omnisports autrichien basé à Vienne, fondé en 1883 comme cercle cycliste. L'entité dispose d'une section football de 1907 à 2001, et depuis 2016.

## Historique
Le Wiener Sport-Club est créé sous l'appellation de Wiener Cyclisten Club, le 24 février 1883. Initialement, il ne concerne que les amateurs de courses cyclistes. Un premier club house, situé au n°6 de la Rötzergasse à Vienne, est ouvert le 1er décembre 1895. Depuis sa création, le cercle diversifie les activités proposées vers une offre très importante. . Ainsi dès 1886, l'Escrime est praticable et devient une section à part entière quatre ans plus tard, pratiquement en même temps qu'une section de Gymnastique apparaît.
Nettement "all-around" (omnisports), le club se développe bien. Mais il faut attendre le 25 février 1907 pour que l'entité propose la pratique du football. Depuis ce moment le nom de Wiener Sport-Club est adopté. La nouvelle section de football vient de la réunion de deux cercles préexistants: le Fussball und Athletisch Club Vorwärts (F.uA.C.Vorwärts) et la Jungmannschaft Währing qui s'étaient unie dès 1902, en raison de leurs difficultés financières respectives, et rejoindre la Wiener Sportvereinigung deux ans plus tard. Cette association ne dispose jusqu'alors que de sections de lutte et d'haltérophilie mais elle est « riche ».

### Repères historiques
- 1883 : 24 février, fondation du club sous le nom de Wiener Cyclisten Club.
- 1886 : ouverture d'une section d'Escrime.
- 1890 : ouverture d'une section de Gymnastique et adoption de la dénomination Wiener Sport-Club.
- 1907 : 25 février, arrivée (absorption) du Wiener Sportvereinigung qui dispose d'une section de football.
- 1958 : 1re participation à une Coupe d'Europe (C1, saison 1958/59)
- 1997 : absorption du SV Gerasdorf
- 2001 : en proie à des soucis financiers trop importants, la section football du Wiener SC est dissoute. Le 1re est alors fondé le Wiener Sport-Klub (ou Wiener SK).
- 2016 : le 25 avril 2016, l'appellation « Wiener SC »  redevient d'actualité à la suite d'une fusion entre le Wiener SK et le Wiener SC entité omnisport.

## Rivalité
Le club est impliqué dans un des derby les plus médiatisé du pays : le derby de l'amour, appelé localement "Dörbi of Love". En effet le club partage ce derby avec le First Vienna FC.
Ce derby se démarque parmi les nombreux derby de Vienne existant déjà de par leurs supporters. En effet, les supporters des deux clubs émergent majoritairement de la gauche étudiante, dénonçant explicitement le racisme, le sexisme, l'homophobie, la discrimination et la violence et prônent une culture positive du supporterisme.
Ainsi, chaque match se passe bien avec les supporters encourageant leur équipe respective, avec beaucoup de respect pour l'adversaire. Au fil du temps, une amitié forte s'est créée entre les supporters dû au derby chaque année.

## Palmarès
- Championnat d'Autriche (3) :
  - Champion : 1922, 1958 et 1959.
  - Vice-champion : 1912, 1938, 1955, 1960, 1969, 1970 et 1979.

- Coupe d'Autriche :
  - Finaliste : 1937, 1938, 1969, 1972 et 1977.

- Challenge Cup (2) :
  - Vainqueur : 1905 et 1911.
  - Finaliste : 1909.

- Coupe Mitropa:
  - Finaliste : 1931.

## Anciens joueurs
- Johann Buzek